# Бановина Босна
Бановина Босна представља други период у развоју српске феудалне државе Босне. Формирана је вероватно већ 1137. године када врховну власт над Босном преузима Краљевина Мађарска и претвара је у једну од својих бановина (попут Хрватске 1102) и на њеном челу се од тада уместо кнеза налази бан. Постојала је до Митровдана (26. октобра) 1377. године када се њен последњи бан Твртко I (бан 1353—1377, краљ 1377—1391) на гробу Светог Саве у манастиру Милешева овенчао за краља уздигавши Босну на ранг краљевине. Током целог овог периода банови Босне су номинално признавали врховну власт краља Мађарске, осим у периоду од 1167. до 1180. године када се Босна, попут Рашке нашла у саставу Византијског царства током владавине Манојла Комнина (1143—1180). Државна вера у бановини Босни била је тзв. Црква босанска што је за последицу имало како сиромашнију културу у односу на суседну Рашку односно Србију, тако и сталне ратове са Краљевином Мађарском која је своје нападе правдала потребом да се искорени јерес која је завладала у Босни, пошто су и православна и католичка црква сматрале Цркву босанску јеретичком.

## Прошлост бановине Босне
У процесу распадања српске краљевине у Зети, владари Босне од 1137. године признају врховну власт краља Мађарске и од тада, највероватније, носе титуле банова. Током владавине византијског цара Манојла Комнина (1143—1180) и његове офанзивне политике на свим фронтовима улази 1167. године у састав Византије и тада ње у њој јавља први значајнији владар бан Кулин (1180—1204) чија сестра је била удата за захумског кнеза Мирослава, брата Стефана Немање ((1166)1168—1196). У то доба се у њој јавља и богумилски покрет који се временом утапа у већ постојећу Цркву босанску која ће бити карактеристична за Босну до самог краја њеног постојања. Већ 1203. године бан Кулин пред надолазећом офанзивом из краљевине Мађарске коју је покренуо папа Иноћентије III у Билином пољу код данашње Зенице на великом народном сабору се одриче „шизме” (abrenuntiamus scismati), и прихвата учења и организацију римокатоличке цркве са папом на челу. Том приликом је потписана Билинопољска изјава, коју су осим њега, потписали и поглавари Цркве босанске. Међутим то није био крај Цркве босанске и она је наставила да постоји као дефакто државна вера. Током целог 13. и у првој половини 14. века, бановина Босна ће номинално признавати власт краљева Мађарске, иако у пракси та превласт није постојала или је постојала колико и боравак мађарских снага на тлу бановине. Средином 13. века долази до смене на престолу и власт под Пријездом I (1250—1287) преузима нова династија која се презива Котроманић. Њега наслеђују синови Стефан I (1287—1314) и Пријезда II (1290—1322), а после Стефанове смрти власт преузима његов син Стефан II (1322—1353) који је владао под окриљем бана Хрватске Младена II Шубића. После слома Шубића 1322. године Стефан отпочиње са самосталном владавином током које отпочиње значајно проширење територија бановине Босне. Користећи се унутрашњим борбама у Краљевини Србији и осамостаљењу Бранивојевића у Захумљу, он у савезу са Дубровачком републиком улази у сукоб са њима из кога излази као потпуни победник и овладава приморјем од ушћа Цетине до Дубровника, осим утврђеног Омиша. Потом се користи заузетошћу Душана Силног (краљ 1331—1346, цар 1346—1355) у Македонији да би задржао Захумље и Крајину (Неретљанска област), а истовремено са избијањем на Јадранско море на југу помера своју северну границу на Саву и источну на Дрину удвостручивши на тај начин своју државу.
Њега наслеђује његов братанац Твртка I који учествује у широкој коалицији која 1373. године руши великог жупана Николу Алтомановића чиме своје границе додатно помера на исток. Он додатно проширује и оснажује бановину Босну, а цео процес бива крунисан Твртковим овенчавањем за краља 1377. године у манастиру Милешева двоструким (сугубим) венцем.

## Банови Босне
- Борић (1154—1163)
- Кулин (1180—1204)
- Матеј Нинослав (1232—1250)
- Пријезда I (1250—1287)
- Стефан I Котроманић (1287—1314) (заједно са Пријездом II 1287—1290, вазални бан 1290—1314)
- Пријезда II (1287—1290)
- Младен I Шубић Брибирски (1302—1304)
- Младен II Шубић (1304—1322)
- Стефан II Котроманић (вазални бан 1314—1322, самостално 1322—1353)
- Стефан Твртко I Котроманић (1353—1377)